# 勒滕河
50°16′55″N 11°1′15″E / 50.28194°N 11.02083°E
勒滕河（德語： [ˈʁøːtn̩]），巴伐利亚州称勒登河（德語： [ˈʁøːdn̩]），是德國图林根州和巴伐利亚州的河流，位於該國東南部，屬於伊茨河的左支流，河道全長25公里，流域面積77.7平方公里，河口處在勒登塔爾附近。